# Karl Liedtke
Wahlkampfplakat mit Oberbürgermeister Heinemann und Karl Liedtke, 1965

Link zum Bild

Karl Liedtke (* 10. März 1925 in Bochum; † 19. Juli 2008) war ein deutscher Pädagoge und Politiker (SPD).

## Leben und Beruf
Nach dem Besuch der Volksschule wurde Liedtke zur Wehrmacht eingezogen. Von 1943 bis 1945 nahm er als Soldat am Zweiten Weltkrieg teil. Anschließend absolvierte er ein pädagogisches Studium an der Lehrerbildungsanstalt, das er mit beiden Lehrerprüfungen für Volksschulen beendete. Er arbeitete seit 1946 als Volksschullehrer, war Mitbegründer der Gewerkschaft Erziehung und Wissenschaft (GEW) und wurde 1960 Rektor einer Volksschule in Bochum-Dahlhausen. Liedtke war evangelisch, verheiratet und hatte zwei Kinder.

## Partei
Liedtke trat 1946 in die SPD ein und wurde in den Vorstand des SPD-Bezirks Westliches Westfalen gewählt. Von 1970 bis 1987 war er Vorsitzender des SPD-Parteirates.

## Abgeordneter
Liedtke war von 1956 bis 1970 Ratsmitglied der Stadt Bochum und dort Vorsitzender der SPD-Fraktion. Dem Deutschen Bundestag gehörte er von 1965 bis 1987 als Mitglied an. Im Parlament vertrat er von 1965 bis 1980 den Wahlkreis Bochum und anschließend bis 1987 den Wahlkreis Bochum I. Von 1976 bis 1983 war er stellvertretender Vorsitzender der SPD-Bundestagsfraktion, von 1983 bis 1987 dann Vorsitzender des Bundestagsausschusses für das Post- und Fernmeldewesen.

## Auszeichnungen
- 1971: Ehrenring der Stadt Bochum[1]